# Ларионов, Всеволод Дмитриевич
Все́волод Дми́триевич Ларио́нов (11 сентября 1928, Москва, СССР — 8 октября 2000, Москва, Россия) — советский и российский актёр театра и кино; народный артист РСФСР (1978).

## Биография
Всеволод Ларионов родился 11 сентября 1928 года в Москве, в семье Дмитрия Васильевича Ларионова и актрисы Татьяны Алексеевны Фохт (1900—1991). Татьяна Алексеевана — дочь Надежды Александровны Чукмалдиной (урожд. Антоновой, в первом браке Фохт; 1877—1947), актрисы, юношеской любви писателя Леонида Андреева. Кроме того, мать В.Ларионова — внучатая племянница А. Б. Фохта и М. С. Сухотина. 
Окончил Театральное училище при Театре им. Ленинского комсомола в 1950 году, после чего был принят в его труппу. Его мать приходилась (по линии Венкстернов) двоюродной племянницей Софье Гиацинтовой, возглавлявшей этот театр.
Сниматься в кино Всеволод Ларионов начал ещё будучи подростком — дебютировал в заглавной роли Дика Сэнда в приключенческом фильме «Пятнадцатилетний капитан». Помимо игры в театре и кино, Ларионов озвучивал многочисленные мультфильмы («38 попугаев» и др.) и фильмы (его голосом говорили Пьер Ришар в фильмах «Игрушка», «Высокий блондин в чёрном ботинке», «Возвращение высокого блондина», Ален Делон в фильме «Зорро», Даниэль Ольбрыхский в фильме Ежи Хофмана «Потоп» и др.).
Солидную часть своей жизни Всеволод Дмитриевич прожил на «Динамо» в доме 25а по Петровско-Разумовскому проезду. Он никогда не чурался соседей и близких ему людей. Был скромен и сентиментален в отношении людей, которые не были ему родными, но знали его как «дядю Севу». Член КПСС с 1966 года.
Будучи народным артистом, Всеволод Дмитриевич всегда добирался на Гостелерадио (где участвовал в программе «С добрым утром!») общественным транспортом, и многие пассажиры автобуса, следующего по маршруту до метро «Динамо», улыбаясь, просили его передать за проезд пять копеек.
Ушёл из жизни после тяжёлой болезни (ему был поставлен диагноз «рассеянный склероз») 8 октября 2000 года в Москве на 73-м году жизни. Похоронен на Ваганьковском кладбище (21 уч.), недалеко от Суриковской аллеи.

## Семья
Жена — Ларионова (Матвеева) Галина Ивановна (1926—2007), актриса, играла в театре «Ленком». Похоронена рядом с мужем на Ваганьковском кладбище (21 уч.).
Дочь — Екатерина Ларионова (1954—2023), переводчик. Прах захоронен в могилу родителей.

## Творчество

### Фильмография
- 1945 — Пятнадцатилетний капитан — Дик Сэнд
- 1946 — Крейсер «Варяг» — мичман Дорофеев
- 1951 — Пржевальский — Всеволод Роборовский
- 1953 — Серебристая пыль — Гарри, младший сын Дорис Стил
- 1956 — Поэт — Орловский, поэт
- 1957 — Улица полна неожиданностей — Володя Званцев, художник-аферист
- 1958 — Король бубён — Саша
- 1960 — Наследники — Женя Левченко
- 1963 — Короткие истории — эпизод
- 1965 — Как вас теперь называть? — Кунц
- 1968 — Крах — Лемете, французский агент
- 1976 — 12 стульев — Авессалом Изнурёнков
- 1978 — Обыкновенное чудо — охотник
- 1978 — Сибириада — Фёдор Николаевич, чиновник
- 1979 — Тот самый Мюнхгаузен — судья
- 1979 — Выстрел в спину — генерал милиции
- 1980 — Огарёва, 6 — Проскуряков
- 1980 — Незваный друг — Константин Дмитриевич Бодров
- 1981 — Через Гоби и Хинган — Малиновский
- 1981 — Кольцо из Амстердама — Суликов
- 1981 — От зимы до зимы — Сергей Тарасович Косачёв, директор металлургического завода
- 1981 — Родня — генерал-лейтенант, попутчик Марии в поезде
- 1982 — Дом, который построил Свифт — Бигс, судья
- 1983 — Демидовы — Андрей Ушаков
- 1984 — Один и без оружия — Мелентьев
- 1984 — Первая Конная — А. И. Егоров, командующий фронтом
- 1985 — Не имеющий чина  — Андрей Иванович Кияшко, генерал-губернатор
- 1986 — Анна Павлова — Дягилев
- 1986 — Без срока давности — генерал
- 1986 — Лицом к лицу — аукционист
- 1986 — Пётр Великий / Peter the Great — Сухоруков
- 1986 — Тайна Снежной королевы — звездочёт
- 1987 — Очи чёрные — Павел Алексеев, коммерсант
- 1988 — Защитник Седов — главный прокурор (аллюзия на Вышинского)
- 1988 — Запретная зона — дачник
- 1988 — Будни и праздники Серафимы Глюкиной — Виктор Юрьевич
- 1990 — Повесть непогашенной луны — Кокосов
- 1991 — Чокнутые — граф Розанов-Раздорский
- 1991 — Осада Венеции — инквизитор
- 1991 — Дело Сухово-Кобылина — полицмейстер
- 1991 — Ближний круг — генерал Румянцев
- 1991 — Сыщик петербургской полиции — граф Шувалов
- 1992 — Сталин / Stalin — доктор Лукомский
- 1992 — Золото — Ханс
- 1992 — Круг обречённых — Юлий
- 1992 — Исповедь содержанки — Майкл Кейтон, английский дипломат
- 1992 — Горячев и другие — Владлен Степанович
- 1992 — Осколок «Челленджера» — доктор
- 1993 — Кодекс бесчестия — маршал
- 1993 — Русская певица — полковник Гаврилин
- 1993 — Вспоминая Чехова (фильм не был завершён) — Александр Леонидович Вишневский, актёр
- 1996 — Королева Марго — адмирал Колиньи
- 1996 — Линия жизни — Иван
- 2000 — Репете — Хрунов, кутила-издатель

### Роли в театре
Московский государственный театр «Ленком»
- «Колесо счастья» — Борис
- 1965 — "В день свадьбы" В. С. Розова, постановка А. В. Эфроса — Николай Салов
- «Парень из нашего города» К. М. Симонова — Вано Гулиашвили
- «Беспокойная старость» Л. Н. Рахманова — Полежаев
- 1974 — «Тиль» Г. И. Горина, постановка М. А. Захарова — Филипп
- 1976 — «Гамлет» У. Шекспира, постановка А. А. Тарковского  — Полоний
- 1989 — «Мудрец» на тему комедии А. Н. Островского «На всякого мудреца довольно простоты», постановка М. А. Захарова — Мамаев
- 1989 — «Поминальная молитва» Г. Горина, постановка М. А. Захарова — Лейзер-Вольф
- 1995 — «Королевские игры» по мотивам пьесы М. Андерсона «1000 дней Анны Болейн» (текст Г. И. Горина), постановка М. А. Захарова — кардинал Вулси

### Телеспектакли
- 1967 — Митя — Борис Виноградов
- 1980 — Альманах сатиры и юмора
- 1989 — Поминальная молитва — Лейзер-Вольф

### Радиоспектакли
- 1957 —  Собака Баскервилей — сэр Генри Баскервиль
- 1970—1980-е — В стране литературных героев
- 1977 — Дядя Фёдор, пёс и кот — папа
- 1978 — Большая докторская сказка — Винцек
- 1979 — Гулливер в стране лилипутов — Джон Бидл, капитан английского корабля
- 1981 — Дети капитана Гранта — лорд Гленарван
- 1988 — Мышеловка — мистер Паравичини
- 1990 — 12 стульев — Изнурёнков[11]

### Дубляж

#### Фильмы

##### Пьер Ришар
- 1972 — Высокий блондин в чёрном ботинке — Франсуа Перрен[12][13] (дубляж киностудии «Союзмультфильм», 1974 г.)
- 1974 — Возвращение высокого блондина — Франсуа Перрен[13] (дубляж киностудии «Союзмультфильм», 1975 г.)
- 1976 — Игрушка — Франсуа Перрен[12][13] (дубляж киностудии «Союзмультфильм», 1977 г.)

##### Другие фильмы
- 1974 — Зорро — Зорро (Ален Делон)[12] (дубляж киностудии «Союзмультфильм», 1976 г.)

### Озвучивание кинофильмов
- 1965 — 1993 — Фитиль — закадровый текст в документальных сюжетах
- 1988 — Игла — читает закадровый текст в начале фильма
- 1989 — Интердевочка — читает текст
- 1990 — Похороны Сталина — читает закадровый перевод
- 1996 — Барханов и его телохранитель — читает текст

### Озвучивание мультфильмов
- 1968 — Фитиль (сюжет № 68 «Место под солнцем») — текст от автора
- 1968 — Фитиль (сюжет № 77 «Чертовщина») — текст от автора
- 1970 — Приключения Огуречика — петух (не указан в титрах)
- 1971 — Фитиль (сюжет № 115 «Из-за царапины») — текст от автора
- 1971 — Лошарик — текст от автора
- 1972 — В тридесятом веке — текст от автора
- 1972 — Рассказы старого моряка. Антарктида — текст из дневников Беллинсгаузена и Лазарева
- 1973 — Персей — Гермес
- 1974 — Всё наоборот — текст от автора
- 1974 — Прометей — Орёл
- 1974 — Фитиль (сюжет № 142 «Своя копейка») — текст от автора
- 1976 — 38 попугаев — Попугай
- 1976 — Знакомство — Попугай Жако
- 1976 — Переменка № 1 — Попугай
- 1976 — Сказка дедушки Ай-По — Мек Иги
- 1976 — Фитиль (сюжет № 175 «Фальшивый мотив») — текст от автора
- 1977 — Бабушка удава — Попугай
- 1977 — Как лечить удава — Попугай
- 1977 — Квартет «Ква-ква» — Кот
- 1977 — Куда идёт слонёнок — Попугай
- 1977 — Фитиль (сюжет № 176 «Тяп-ляп») — текст от автора
- 1977 — Фитиль (сюжет № 182 «Руками не трогать!») — текст от автора
- 1977 — Фитиль (сюжет № 183 «Удивительные башмачки») — текст от автора
- 1977 — Фитиль (сюжет № 187 «Не смешно») — сопровождающий
- 1977 — Тайна запечного сверчка — Отец Моцарта
- 1977 — Чудесный ковёр — Бай
- 1978 — А вдруг получится! — Попугай
- 1978 — Жирафа и очки — рассказчик / Попугай
- 1978 — Ограбление по… — перевод за кадром
- 1978 — Привет мартышке — Попугай
- 1979 — В гостинице — Ник / Попугай Жако
- 1979 — В гостях — Попугай Жако
- 1979 — Дым коромыслом — Мефистофель
- 1979 — Завтра будет завтра — Попугай
- 1979 — Зарядка для хвоста — Попугай
- 1979 — Золушка — Герольд
- 1979 — Новый Аладдин — Гриф-бюрократ
- 1979 — Последние волшебники — Добрый волшебник
- 1979 — Фитиль (сюжет № 211 «Волшебный ящик») — текст от автора
- 1980 — Доктор! Доктор! — Ник / Попугай Жако
- 1980 — Мореплавание Солнышкина — вахтёр / попугай
- 1980 — На задней парте (выпуск 2) — Ньютон
- 1980 — Рыбка Гульдор — читает текст
- 1981 — В тусклом царстве, в сером государстве — волшебник Кащей Бесцветный (не указан в титрах)
- 1981 — Ёжик плюс черепаха — Ягуар
- 1981 — Как будто — Заяц
- 1981 — Пёс в сапогах — сторожевой пёс Бэкингема
- 1981 — Поросёнок в колючей шубке — Ёжик
- 1981 — Тайна третьей планеты — профессор Игорь Всеволодович Селезнёв / Говорун
- 1981 — Так сойдёт! — Ёж / Бобёр
- 1981 — Фитиль (сюжет № 223 «Невероятное-очевидное») — один из учёных / текст от автора
- 1981 — Фитиль (сюжет № 227 «Неожиданные победители») — текст от автора
- 1982 — Дедушкин бинокль — Дедушка
- 1982 — Один день в городе — Ник / Попугай Жако
- 1982 — Тайна жёлтого куста — папа Лис / доктор Дятел
- 1983 — В Муми-дол приходит осень — Муми-папа / Хемуль / Ондатр
- 1983 — Волчище — серый хвостище — Конь старика
- 1983 — Добрый лес — Волк
- 1983 — Жил у бабушки козёл — Лис
- 1983 — Неудачники — белый кот
- 1983 — Пингвинёнок — Альбатрос
- 1983 — Хвастливый мышонок — Охотник
- 1983 — Фитиль (сюжет № 250 «Технокрады») — начальник
- 1983 — Фитиль (сюжет № 257 «С лёгким паром») — проверяющий
- 1983 — Фитиль (сюжет № 260 «Обошлось!») — прораб
- 1984 — Воробьишко — читает текст
- 1984 — Волк и телёнок — Кабан
- 1984 — Слонёнок пошёл учиться — Слонёнок
- 1985 — Рыжая кошка — Медведь
- 1985 — Великое закрытие — Попугай
- 1985 — Как кот с мышами воевал — Кот
- 1986 — Боцман и попугай (выпуск 5) — криптозоолог
- 1986 — Мальчик как мальчик — папа Алёши / врач / тренер
- 1986 — Переменка № 5. Холодно! Холодно! Холодно! — Попугай / дедушка
- 1986 — Снегурята
- 1986 — Филя — Кот Мартын
- 1986 — Фитиль (сюжет № 290 «Шефская помощь») — научный сотрудник
- 1987 — Белая трава — Снежный барс
- 1987 — Богатырская каша — Первый папа / Крокодил
- 1987 — Исчезатель — Мэр города
- 1987 — Кувшинка — текст от автора
- 1987 — Мышь и верблюд — текст от автора
- 1987 — Счастливый Григорий — Кот / Козёл
- 1987 — Фитиль (сюжет № 297 «Обыкновенное чудо») — джинн
- 1987 — Фитиль (сюжет № 305 «Как в сказке») — начальник
- 1987 — Фитиль (сюжет № 307 «"Чистая" работа») — директор химического завода
- 1987 — Щенок и старая тапочка — дедушка / петух
- 1988 — Заяц, который любил давать советы — Заяц
- 1988 — Кот и клоун — Клоун
- 1988 — Лев и девять гиен — Гиена-папа
- 1988 — Свирепый Бамбр — Кот
- 1988 — Седой медведь — авторский текст
- 1988 — Узники «Ямагири-мару» — Аран Сингх, директор океанской фермы
- 1989 — Античная лирика
- 1989 — Здесь могут водиться тигры — Чаттертон
- 1989 — Какой звук издаёт комар? — Медведь
- 1989 — Музыкальный магазинчик — Сверчок Пан Боло
- 1989 — Фитиль (сюжет № 323 «Человек ниоткуда») — альпинист в красной куртке
- 1990 — В поисках Олуэн — Рассказчик / Избададен
- 1990 — Ёжик должен быть колючим? — Папа Ёж / Сорока
- 1990 — По следам Бамбра — Кот
- 1990 — Пришелец Ванюша — текст от автора
- 1990 — Резвый — Дип
- 1990 — Три лягушонка (выпуск 3) — Лягушонок в синих плавках
- 1991 — Ванюша и космический пират — текст от автора
- 1991 — На чёрный день — Папа Ёж
- 1991 — Ловушка для Бамбра — Кот
- 1991 — Маленькая колдунья — Старшина стрелков
- 1991 — Ненаглядное пособие — Попугай
- 1991 — Приключения волшебного глобуса, или Проделки ведьмы — Герольд / Кот в сапогах
- 1991 — Фитиль (сюжет № 348 «Не ко двору») — колхозник
- 1991 — Фитиль (сюжет № 357 «Просто цирк») — дрессировщик
- 1992 — Глаша и Кикимора — Чёрный кот
- 1992 — Слонёнок-турист — Слонёнок / Верблюжонок
- 1993 — Ванюша и великан — текст от автора
- 1993 — Муравьиный ёжик — Папа Ёж / Муравей
- 1993 — Деревенский водевиль — Пингвин / Щенок
- 1993 — Человек в воздухе — читает текст
- 1993 — Фантазёры из деревни Угоры — голова Змея Горыныча / кот Мяучер
- 1994 — Ах, эти жмурки! — Пингвин / Щенок
- 1994 — Земляника под снегом — Старик-волшебник
- 1995 — Весёлая карусель № 29. Сказка про дурака Володю — текст от автора
- 1997 — Ночь перед Рождеством — Пацюк / голова

### Работа на телевидении
- 1989 — «Новогоднее представление» — соведущий

## Признание и награды
- Заслуженный артист РСФСР (1967)
- Народный артист РСФСР (1978)
- Орден Трудового Красного Знамени (1986)
- Орден Почёта (8 января 1999)[14]